# Patent Egyesület
A PATENT Jogvédő Egyesület (Patriarchátust Ellenzők Társasága) 2006 októberében alakult Magyarországon a nők elleni erőszakkal foglalkozó segítő szakemberekből, azzal a távlati céllal, hogy a társadalom patriarchális berendezkedését felváltsa a nők és a szexuális kisebbségek társadalmi egyenlőségén alapuló társadalmi rend.
A Patriarchátust Ellenzők Társasága egyik legfőbb tevékenysége a nők és szexuális kisebbségek elleni erőszak és diszkrimináció áldozatai számára fenntartott jogsegély-szolgálat működtetése. Az egyesület ügyfeleit elsősorban nemzetközi jogorvoslati fórumokon képviseli, de kihívást lát az alternatív hazai eljárásokban való közreműködés terén is, így a következő fórumokon is: etikai eljárások, Egyenlő Bánásmód Hatóság, ombudsman, Alkotmánybíróság.
A Patent Jogvédő Egyesület részt vesz szakemberek képzésében a nők elleni erőszak és az LMBT emberek elleni diszkrimináció és erőszak területén. Feladatának tekinti a nők és gyermekek, valamint az LMBT emberek helyzetére vonatkozó joganyag folyamatos figyelemmel kísérését, kommentálását és kapcsolódó kritikai észrevételek megtételét. Továbbá lobbitevékenységet fejt ki az egyesület a nők, a gyerekek és a szexuális kisebbségek helyzetét javító jogreformok bevezetése érdekében.

### Jogsegélyszolgálat
Ingyenes jogsegélyszolgálatukon nők és gyerekek elleni elkövetett erőszak áldozatainak hívását várják. A vonalon létfontosságú jogi és pszichológiai információkat osztanak meg a hozzájuk fordulókkal. Az ügyelet elérhető a 06 70 220 2505 mobiltelefonszámon szerdán 16 és 18 óra, csütörtökön 10 és 12 óra, illetve pénteken 12 és 14 óra között.
A koronavírus-járvány miatt 2020 márciusa óta Facebook-oldalukon chat-ügyeletet vezettek be írásos jogi segítségkérések számára szombatonként 16–18 és hétfőnként 10–12 óra között.

## Külső hivatkozások
- Kockázatos felvállalni a szexuális másságot, HVG.hu, 2008. január 10.
- interjú Spronz Júlia ügyvéddel (Patent Egyesület)[halott link], TV2, Tények, 2008. november 23.
- Az állam nem szolgáltat igazságot azoknak, akik amúgy is sok pofont kapnak Archiválva 2010. július 17-i dátummal a Wayback Machine-ben, 168 óra Online, 2008. december 4.